# Aeroports més transitats del món per volum de càrrega aèria
Llista dels 30 aeroports més transitats del món segons el volum de càrrega aèria. L'Aeroport que encapçala la llista és l'Aeroport Internacional de Hong Kong situat a Hong Kong, República Popular de la Xina. Les unitats de càrrega estan donades en tones mètriques.
| Rànquing (2023) |                                                    |                                             |                  |                        |                  |               |
| Posició         | Aeroport                                           | Serveix                                     | Codi (IATA/ICAO) | Volum de càrrega aèria | Canvi percentual | Canvi posició |
| 1.              | Aeroport Internacional de Hong Kong                | Hong Kong, Xina                             | HKG/VHHH         | 4.331.976              | 3,2%             | =             |
| 2.              | Aeroport Internacional de Memphis                  | Memphis, Tennessee, Estats Units            | MEM/KMEM         | 3.881.211              | 4,0%             | =             |
| 3.              | Aeroport Internacional de Xangai-Pudong            | Xangai, Xina                                | PVG/ZSPD         | 3.440.084              | 10,4%            | 1             |
| 4.              | Aeroport Internacional Ted Stevens                 | Anchorage, Alaska, Estats Units             | ANC/PANC         | 3.380.374              | 2,4%             | 1             |
| 5.              | Aeroport Internacional d'Incheon                   | Seül, Corea del Sud                         | ICN/RKSI         | 2.744.136              | 6,9%             | 1             |
| 6.              | Aeroport Internacional de Louisville               | Louisville, Kentucky, Estats Units          | SDF/KSDF         | 2.727.820              | 11,1%            | 1             |
| 7.              | Aeroport Internacional de Miami                    | Miami, Florida, Estats Units                | MIA/KMIA         | 2.525.591              | 1,0%             | 1             |
| 8.              | Aeroport Internacional Hamad                       | Doha, Qatar                                 | DOH/OTHH         | 2.355.503              | 1,5%             | 3             |
| 9.              | Aeroport Internacional de Los Angeles              | Los Angeles, Califòrnia, Estats Units       | LAX/KLAX         | 2.130.835              | 14,9%            | =             |
| 10.             | Aeroport Internacional de Taiwan-Taoyuan           | Taipei, República de la Xina                | TPE/RCTP         | 2.112.988              | 16,8%            | 3             |
| 11.             | Aeroport Internacional de Guangzhou-Baiyun         | Canton, Xina                                | CAN/ZGGG         | 2.030.523              | 7,7%             | 4             |
| 12.             | Aeroport Internacional de Narita                   | Tòquio (Japó)                               | NRT/RJAA         | 1.906.623              | 20,5%            | 2             |
| 13.             | Aeroport Internacional O'Hare                      | Chicago, Illinois, Estats Units             | ORD/KORD         | 1.906.463              | 14,7%            | 1             |
| 14.             | Aeroport Internacional de Cincinnati/Kentucky Nord | Hebron, Kentucky, Estats Units              | CVG/KCVG         | 1.900.270              | 5,9%             | 3             |
| 15.             | Aeroport de París-Charles de Gaulle                | París, França                               | CDG/LFPG         | 1.870.919              | 2,8%             | 1             |
| 16.             | Aeroport de Frankfurt                              | Frankfurt del Main, Alemanya                | FRA/EDDF         | 1.869.090              | 5,0%             | 3             |
| 17.             | Aeroport Internacional de Dubai                    | Dubai, Emirats Àrabs Units                  | DXB/OMDB         | 1.805.898              | 4,5%             | 1             |
| 18.             | Aeroport Internacional de Singapur-Changi          | Singapur                                    | SIN/WSSS         | 1.759.800              | 5,9%             | 2             |
| 19.             | Aeroport d'Istanbul                                | Istanbul, Turquia                           | IST/LTFM         | 1.603.262              | 11,3%            | 4             |
| 20.             | Aeroport Internacional de Shenzhen-Bao'an          | Shenzhen, Xina                              | SZX/ZGSZ         | 1.600.348              | 6,2%             | =             |
| 21.             | Aeroport Internacional John F. Kennedy             | Nova York, Estats Units                     | JFK/KJFK         | 1.477.298              | 2,5%             | 1             |
| 22.             | Aeroport de Londres-Heathrow                       | Londres, Regne Unit                         | LHR/EGLL         | 1.430.015              | 2,3%             | 2             |
| 23.             | Aeroport de Leipzig/Halle                          | Schkeuditz, Saxònia, Alemanya               | LEJ/EDDP         | 1.392.551              | 7,7%             | 4             |
| 24.             | Aeroport d'Amsterdam-Schiphol                      | Amsterdam, Països Baixos                    | AMS/EHAM         | 1.384.338              | 4,2%             | 3             |
| 25.             | Aeroport Suvarnabhumi                              | Bangkok, Tailàndia                          | BKK/VTBS         | 1.137.373              | 4,0%             | 1             |
| 26.             | Aeroport Internacional de Pequín                   | Pequín, Xina                                | PEK/ZBAA         | 1.115.908              | 13,6%            | 2             |
| 27.             | Aeroport Internacional de Tòquio-Haneda            | Tòquio, Japó                                | HND/RJTT         | 1.115.711              | 30,1%            | 5             |
| 28.             | Aeroport de Lieja                                  | Grâce-Hollogne, Província de Lieja, Bèlgica | LGG/EBLG         | 1.005.508              | 11,8%            | 1             |
| 29.             | Aeroport Internacional d'Indianapolis              | Indianapolis, Indiana, Estats Units         | IND/KIND         | 980.300                | 21,7%            | 4             |
| 30.             | Aeroport Internacional Indira Gandhi               | Delhi, Índia                                | DEL/VIDP         | 975.026                | 5,9%             | 1             |

## Estadístiques d'anys anteriors
| Rànquing (2013) |                                            |                                        |                  |                        |                  |               |
| Posició         | Aeroport                                   | Serveix                                | Codi (IATA/ICAO) | Volum de càrrega aèria | Canvi percentual | Canvi posició |
| 1.              | Aeroport Internacional de Hong Kong        | Hong Kong, Xina                        | HKG/VHHH         | 4.166.303              | 2,4%             | =             |
| 2.              | Aeroport Internacional de Memphis          | Memphis, Tennessee, Estats Units       | MEM/KMEM         | 4.137.801              | 3,0%             | =             |
| 3.              | Aeroport Internacional de Xangai-Pudong    | Xangai, Xina                           | PVG/ZSPD         | 2.928.527              | 0,3%             | =             |
| 4.              | Aeroport Internacional d'Incheon           | Seül, Corea del Sud                    | ICN/RKSI         | 2.464.384              | 0,3%             | 1             |
| 5.              | Aeroport Internacional de Dubai            | Dubai, Emirats Àrabs Units             | DXB/OMDB         | 2.435.567              | 6,8%             | 1             |
| 6.              | Aeroport Internacional Ted Stevens         | Anchorage, Alaska, Estats Units        | ANC/PANC         | 2.421.145              | 1,7%             | 2             |
| 7.              | Aeroport Internacional de Louisville       | Louisville, Kentucky, Estats Units     | SDF/KSDF         | 2.216.079              | 2,2%             | =             |
| 8.              | Aeroport de Frankfurt                      | Frankfurt del Main, Alemanya           | FRA/EDDF         | 2.094.453              | 1,4%             | 1             |
| 9.              | Aeroport de París-Charles de Gaulle        | París, França                          | CDG/LFPG         | 2.069.200              | 3,8%             | 1             |
| 10.             | Aeroport Internacional de Narita           | Tòquio (Japó)                          | NRT/RJAA         | 2.019.844              | 0,7%             | =             |
| 11.             | Aeroport Internacional de Miami            | Miami, Florida, Estats Units           | MIA/KMIA         | 1.945.012              | 0,8%             | =             |
| 12.             | Aeroport Internacional de Singapur-Changi  | Singapur                               | SIN/WSSS         | 1.885.978              | 0,8%             | =             |
| 13.             | Aeroport Internacional de Pequín           | Pequín, Xina                           | PEK/ZBAA         | 1.843.681              | 2,4%             | =             |
| 14.             | Aeroport Internacional de Los Angeles      | Los Angeles, Califòrnia, Estats Units  | LAX/KLAX         | 1.747.284              | 1,9%             | =             |
| 15.             | Aeroport Internacional de Taiwan-Taoyuan   | Taipei, República de la Xina           | TPE/RCTP         | 1.571.814              | 0,4%             | =             |
| 16.             | Aeroport d'Amsterdam-Schiphol              | Amsterdam, Països Baixos               | AMS/EHAM         | 1.565.961              | 3,6%             | 1             |
| 17.             | Aeroport de Londres-Heathrow               | Londres, Regne Unit                    | LHR/EGLL         | 1.515.056              | 2,6%             | 1             |
| 18.             | Aeroport Internacional de Guangzhou-Baiyun | Canton, Xina                           | CAN/ZGGG         | 1.309.746              | 4,9%             | 3             |
| 19.             | Aeroport Internacional John F. Kennedy     | Nova York, Estats Units                | JFK/KJFK         | 1.295.473              | 0,8%             | =             |
| 20.             | Aeroport Suvarnabhumi                      | Bangkok, Tailàndia                     | BKK/VTBS         | 1.236.223              | 8,1%             | 2             |
| 21.             | Aeroport Internacional O'Hare              | Chicago, Illinois, Estats Units        | ORD/KORD         | 1.228.791              | 2,0%             | 1             |
| 22.             | Aeroport Internacional d'Indianapolis      | Indianapolis, Indiana, Estats Units    | IND/KIND         | 991.307                | 7,5%             | =             |
| 23.             | Aeroport Internacional de Tòquio           | Tòquio, Japó                           | HND/RJTT         | 954.446                | 4,9%             | =             |
| 24.             | Aeroport Internacional de Shenzhen-Bao'an  | Shenzhen, Xina                         | SZX/ZGSZ         | 913.472                | 6,9%             | =             |
| 25.             | Aeroport Internacional de Doha             | Doha, Qatar                            | DOH/OTBD         | 883.264                | 4,6%             | 1             |
| 26.             | Aeroport de Leipzig/Halle                  | Schkeuditz, Saxònia, Alemanya          | LEJ/EDDP         | 878.024                | 3,8%             | 1             |
| 27.             | Aeroport de Colònia/Bonn                   | Porz, Rin del Nord-Westfàlia, Alemanya | CGN/EDDK         | 717.146                | 1,8%             | 1             |
| 28.             | Aeroport Internacional de Kuala Lumpur     | Kuala Lumpur, Malàisia                 | KUL/WMKK         | 713.254                | 1,6%             | 2             |
| 29.             | Aeroport Internacional d'Abu Dhabi         | Abu Dhabi, Emirats Àrabs Units         | AUH/OMAA         | 712.488                | 24,1%            | ?             |
| 30.             | Aeroport Internacional de Kansai           | Osaka, Japó                            | KIX/RJBB         | 682.338                | 5,6%             | 1             |